# إدواردو سانتوس (لاعب كرة قدم)
إدواردو سانتوس هو لاعب كرة قدم برازيلي، ولد في 28 نوفمبر 1997 في ساو باولو في البرازيل.

## وصلات خارجية
- إدواردو سانتوس (لاعب كرة قدم) على موقع قاعدة بيانات كرة القدم.إي يو (الإنجليزية)
- إدواردو سانتوس (لاعب كرة قدم) على موقع Soccerway.com (الإنجليزية)